# Villa Duarte

Villa Duarte est un secteur de la municipalité de Saint-Domingue Est de la Province de Saint-Domingue en République dominicaine.

## Les origines de Villa Duarte
Le 4 août 1496 sur la rive est de l'embouchure du fleuve Ozama, est fondée la ville de Saint-Domingue, le jour même où était fêté à l'époque Saint Dominique de Guzmán.

Mais le fléau des fourmis très agressives appelées « fourmis Caraïbes », contraint les autorités de la colonie à déplacer la ville sur la rive ouest. Cela signifie que l'espace territorial occupé aujourd'hui par le secteur de Villa Duarte, a été le lieu de la première installation des Européens en Amérique.
Ce secteur a été appelé Pajarito (Petit Oiseau) avant le changement pour Villa Duarte. Ce secteur a fait partie du District national de la République dominicaine jusqu'en 2001 quand il est devenu partie de la municipalité de Saint-Domingue Est, à la suite du vote par le Congrès national de la loi 163-01 créant la province de Saint-Domingue. Villa Duarte est notamment composée des quartiers Calero, Los Molinos, La Francia, Simonico, Pueblo Nuevo, Maquiteria.

## Figures célèbres
- Manny Ramírez, joueur de baseball de Ligue majeure ;
- Raulín Rosendo, chanteur de salsa ;
- Ramon Mateo, maître international d’échecs ;
- Luisito Martí, comédien, metteur en scène, acteur, chanteur, compositeur et musicien ;
- Franchy Prats, joueur de basket.